# Michal Barda
Michal Barda (* 27. června 1955 Praha, Československo) je bývalý československý házenkář, brankář. Po skončení aktivní kariéry působil i jako trenér.
S týmem Československa hrál na letních olympijských hrách v Soulu v roce 1988, kde tým skončil na 6. místě. Nastoupil v 6 utkáních. Hrál za Duklu Praha. Za reprezentaci Československa nastoupil ve 218 utkáních, 10 let byl kapitánem reprezentace. S Duklou Praha získal 7 mistrovských titulů a v roce 1984 Pohár mistrů evropských zemí.